# Stęclówka
Stęclówka – kolonia w Polsce położona w województwie pomorskim, w powiecie tczewskim, w gminie Tczew.
W latach 1975–1998 miejscowość administracyjnie należała do województwa gdańskiego.